# Paroisse de Dalhousie
Cet article concerne la localité canadienne. Pour la ville voisine, voir Dalhousie (Nouveau-Brunswick). Pour les autres significations, voir Dalhousie.
La paroisse de Dalhousie (prononciation en français : [daluʒi], en anglais : [dalˈhaʊʒiː]) est à la fois une paroisse civile et un ancien district de services locaux (DSL) canadien du comté de Restigouche, au nord du Nouveau-Brunswick. Dans le cadre de la réforme de la gouvernance locale du 1er janvier 2023, le territoire du DSL a été réparti entre la cité de Campbellton, la ville de Bois-Joli et la ville de Baie-des-Hérons.

## Géographie
Le territoire est peu habité et comporte plusieurs parties séparées. Il y en a une au bord du barachois de la rivière à l'Anguille, limitrophe de Charlo, Eel River Crossing et Eel River 3. Une autre est située un peu plus à l'ouest, limitrophe d'Eel River Crossing, Dundee, Dalhousie Junction, Pointe La Nim, et Dalhousie. La troisième, la plus à l'ouest, est limitrophe de Dundee, Blair-Athol, Val-d'Amours, McLeods, Campbellton et Balmoral.
La paroisse de Dalhousie est généralement considérée comme faisant partie de l'Acadie.

## Histoire
La paroisse de Dalhousie est située dans le territoire historique des Micmacs, plus précisément dans le district de Gespegeoag, qui comprend le littoral de la baie des Chaleurs. Ce territoire était revendiqué d'abord par les Iroquois et ensuite seulement par les Mohawks.
La municipalité du comté de Restigouche est dissoute en 1966. La paroisse de Dalhousie devient un district de services locaux en 1967.
À partir des années 2000, plusieurs résidents souhaitent la fusion du DSL avec le village d'Eel River Crossing. Un plébiscite est organisé à ce sujet le 8 décembre 2014. À l'issue du vote, 71,7% des électeurs de Dundee ainsi que des portions de la paroisse de Dalhousie, de McLeods et de Dalhousie Junction se prononcent en faveur de l'annexion au village. L'annexion est approuvée par le conseil municipal d'Eel River Crossing le 16 décembre suivant.

## Démographie
| 2001  | 2006  | 2011  | 2016  |
| ----- | ----- | ----- | ----- |
| 2 555 | 2 323 | 1 123 | 1 067 |

## Économie
Entreprise Restigouche a la responsabilité du développement économique.

## Administration

### Comité consultatif
En tant que district de services locaux, la paroisse de Dalhousie est en théorie administré directement par le Ministère des Gouvernements locaux du Nouveau-Brunswick, secondé par un comité consultatif élu composé de cinq membres dont un président. Il n'y a actuellement aucun comité consultatif.

### Commission de services régionaux
La paroisse de Dalhousie fait partie de la Région 2, une commission de services régionaux (CSR) devant commencer officiellement ses activités le 1er janvier 2013. Contrairement aux municipalités, les DSL sont représentés au conseil par un nombre de représentants proportionnel à leur population et leur assiette fiscale. Ces représentants sont élus par les présidents des DSL mais sont nommés par le gouvernement s'il n'y a pas assez de présidents en fonction. Les services obligatoirement offerts par les CSR sont l'aménagement régional, l'aménagement local dans le cas des DSL, la gestion des déchets solides, la planification des mesures d'urgence ainsi que la collaboration en matière de services de police, la planification et le partage des coûts des infrastructures régionales de sport, de loisirs et de culture; d'autres services pourraient s'ajouter à cette liste.

### Chronologie municipale

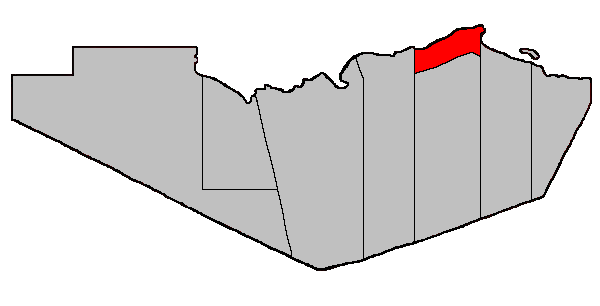
Situation sur une carte des paroisses civiles du comté de Restigouche (certains DSL et municipalités ne sont donc pas montrés).

### Représentation et tendances politiques
Nouveau-Brunswick: La paroisse de Dalhousie fait partie de la circonscription de Dalhousie—Restigouche-Est, qui est représentée à l'Assemblée législative du Nouveau-Brunswick par Donald Arseneault, du parti libéral. Il fut élu en 2010.
 Canada: La paroisse de Dalhousie fait partie de la circonscription fédérale de Madawaska—Restigouche, qui est représentée à la Chambre des communes du Canada par Jean-Claude D'Amours, du Parti libéral. Il fut élu lors de la 38e élection générale, en 2004, puis réélu en 2006 et en 2008.

## Vivre dans la paroisse de Dalhousie
La collecte des déchets et matières recyclables est effectuée par la Commission de gestion des déchets solides de Restigouche. L'aménagement du territoire est de la responsabilité de la Commission d'urbanisme du district de Restigouche. Le bureau de poste et le détachement de la Gendarmerie royale du Canada le plus proche est à Dalhousie. Le poste d'Ambulance Nouveau-Brunswick le plus proche est aussi à Dalhousie.
Les francophones bénéficient du quotidien L'Acadie nouvelle, publié à Caraquet, ainsi qu'à l'hebdomadaire L'Étoile, de Dieppe. Ils ont aussi accès à l'hebdomadaire L'Aviron, publié à Campbellton. Les anglophones bénéficient des quotidiens Telegraph-Journal, publié à Saint-Jean ainsi que de l'hebdomadaire Campbellton Tribune, de Campbellton.